# Gerardo Galindo
Gerardo Galindo (* 23. Mai 1978 in Cuernavaca, Morelos) ist ein mexikanischer Fußballspieler, dessen Stammposition sich im Mittelfeld befindet.

## Leben

### Verein
Galindo begann seine Profikarriere in der Saison 1997/98 für den in der mexikanischen Hauptstadt ansässigen Club Universidad Nacional, mit dem er zwei Meistertitel im Jahr 2004 gewann: zunächst das in der ersten Jahreshälfte ausgetragene Torneo Clausura 2004 und anschließend das in der zweiten Hälfte des Jahres ausgetragene Torneo Apertura 2004.
Über den Club Necaxa, bei dem er zwischen Mitte 2006 und Ende 2008 unter Vertrag stand, kam er Anfang 2009 zu den Rayados de Monterrey, mit denen er das Torneo Apertura 2009 gewann und somit seinen dritten Meistertitel verbuchen konnte. In der Saison 2010/11 gewann er mit seinem derzeitigen Verein Club Tijuana Xoloitzcuintles de Caliente die Zweitligameisterschaft und schaffte somit auf sportlichem Wege die Rückkehr in die Primera División.

### Nationalmannschaft
Zwischen 2000 und 2007 kam Galindo zu zehn Länderspieleinsätzen, in denen er zwei Tore erzielte.
Sein Debüt im Dress der mexikanischen Nationalmannschaft feierte Galindo in einem am 4. Juni 2000 ausgetragenen Spiel gegen Irland, das 2:2 endete. Seinen letzten Länderspieleinsatz absolvierte er am 28. März 2007 beim 4:2-Sieg gegen Ecuador.
Seine beiden Länderspieltore erzielte er 2005 in den Spielen gegen Kolumbien (1:2) und Costa Rica (2:0).

## Erfolge
- Mexikanischer Meister: Cla 2004, Ape 2004 (mit UNAM Pumas), Ape 2009 (mit Monterrey)
- Mexikanischer Supercup: 2004 (mit UNAM Pumas)
- Trofeo Santiago Bernabéu: 2004 (mit UNAM Pumas)
- Mexikanischer Zweitligameister: 2010/11 (mit Tijuana)